# OneNYC
 (avril 2021).
OneNYC est le plan stratégique officiel de la ville de New York pour le développement basé sur «les principes de croissance, d'équité, de durabilité et de résilience ». Il a été publié en avril 2015 en tant que document succédant à PlaNYC et a été suivi de rapports d'étape annuels.

## Les références
1. ↑  « One New York: The Plan for a Strong and Just City (OneNYC) » (consulté le 1er janvier 2019), p. 5